# 叱力延
叱力延（?—?），吐谷浑王族，北魏官员，吐谷浑第九任首领阿豺的儿子。
阿豺临终前，舍弃长子纬代，立叔叔的乌纥提儿子慕璝为嗣，慕璝死后，慕璝的弟弟慕利延即位。太平真君五年（444年），叱力延的大哥纬代被杀，叱力延兄弟八人投靠北魏。请兵讨慕利延。魏太武帝拜叱力延归义王，诏晋王拓跋伏罗率诸将讨伐吐谷浑。慕利延逃到白兰。慕利延的侄子拾寅逃到河曲，从弟伏念率领一万三千人归降北魏。

## 家族
- 父亲：阿豺
- 兄弟：纬代、头颓（吐谷浑静媚的曾祖父，吐谷浑玑的祖父）